# Сабадашеве
Сабада́шеве — село в Україні, в Олександрійському районі Кіровоградської області. Населення становить 12 осіб. Входить до складу Петрівської громади.

## Географія
Селом протікає річка Балка Водяна.

## Населення
Згідно з переписом УРСР 1989 року чисельність наявного населення села становила 21 особа, з яких 8 чоловіків та 13 жінок.
За переписом населення України 2001 року в селі мешкало 12 осіб.

### Мова
Розподіл населення за рідною мовою за даними перепису 2001 року:
| Мова       | Відсоток |
| ---------- | -------- |
| українська | 75,00 %  |
| російська  | 25,00 %  |